# جی‌اوآی‌دی‌ئی‌اس رزولوشن

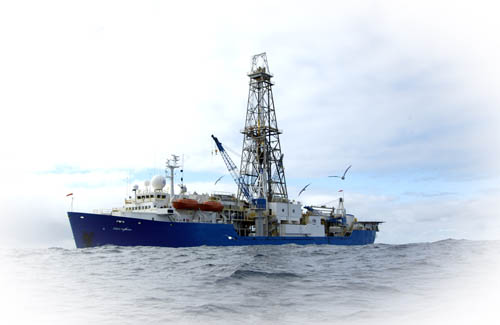
جی‌اوآی‌دی‌ئی‌اس رزولوشن

جی‌اوآی‌دی‌ئی‌اس رزولوشن (به انگلیسی: JOIDES Resolution) یک کشتی است که طول آن 470.5 ft و ارتفاع آن 202 ft می‌باشد. این کشتی در سال ۱۹۸۷ ساخته شد.